# Pandalus goniurus
Pandalus goniurus är en kräftdjursart som beskrevs av William Stimpson 1860. Pandalus goniurus ingår i släktet Pandalus och familjen Pandalidae. Inga underarter finns listade i Catalogue of Life.